# عبدالله منازل
ابومحمد عبدالله بن محمد بن منازل نیشابوری معروف به ابن منازل محدث شافعی مذهب و صوفی معروف مسلمان در سده چهارم هجری بوده است.